# Francisco Bonilla Pérez de Guzmán el Bueno
Francisco Bonilla Pérez de Guzmán el Bueno (Torremocha, Cáceres, 19 de agosto de 1870-Madrid, 28 de diciembre de 1953) abogado, propietario y ganadero español que fue presidente de la Liga Agraria Extremeña y destacada figura de la vida política cacereña que desempeñó entre otros cargos el de presidente de la Diputación Provincial de Cáceres y procurador en Cortes por Cáceres.

## Biografía
Nacido el 19 de agosto de 1870 en Torremocha, provincia de Cáceres, en el seno de una acomodada familia de grandes propietarios perteneciente a la burguesía agraria de la provincia, que había pasado a formar parte de la oligarquía agraria con las sucesivas desamortizaciones decimonónicas. Su padre, don Antonio Bonilla León, era un distinguido ganadero de reses bravas, abogado y propietario agrícola que había participado activamente en la vida política de la provincia.  Su tío, Alfonso León Bonilla había sido un importante latifundista, adquirente de grandes extensiones agrícolas en Trujillo y su comarca. Su madre, doña María Francisca Pérez de Guzmán el Bueno y Gordón, de aristocrática familia, hija de los condes de Torrearias, era dueña de ricos predios y heredades en las comarcas de Trujillo y Montánchez. Sobrino del alcalde de Torremocha durante la dictadura de Miguel Primo de Rivera, Pedro Bonilla, primer contribuyente rústico de la comarca y destacado miembro de la Unión Patriótica. Hijo único (tuvo dos hermanos pequeños que no llegaron a la edad adulta) estudió en el Colegio San José de los padres jesuitas de Villafranca de los Barros y posteriormente se trasladó a Sevilla donde se doctoró en Leyes por la universidad hispalense.
De talante autoritario y de tendencia conservadora y monárquica, militó en Renovación Española y participó activamente en la Liga Agraria. Vicepresidente de la Sociedad Agraria Extremeña, una organización de agricultores y propietarios que servía de instrumento a los grandes latifundistas de la provincia, controlada por Joaquín Silos Hernández, su presidente, y Gonzalo López-Montenegro Carvajal así como por Juan García-Pelayo y García-Cañas, que eran sus otros dos vicepresidentes, todos ellos destacados propietarios con importantes intereses agrícolas y ganaderos en la provincia de Cáceres. Diputado provincial, fue vicepresidente de la Diputación de Cáceres con Gonzalo López-Montenegro Carvajal, sucediéndole en la presidencia de la Diputación Provincial en dos ocasiones. Senador del Reino en 1931. Fue procurador en Cortes por la Liga Agraria durante el franquismo cuya organización en Cáceres preside por entonces.
Durante la Guerra Civil permaneció en la Casona de los Bonilla, en Torremocha, haciendo importantes donaciones a la causa nacional. Tras la victoria del general Franco, Francisco Bonilla se retiró a sus propiedades en la provincia de Cáceres, dónde se dedicó a gestionar el ingente patrimonio familiar y a vivir desahogadamente de las rentas haciendo importantes donaciones a instituciones de caridad e intentando mejorar la vida de los trabajadores que empleaba en el cultivo y cuidado de sus fincas y heredades así como de su ganadería brava, de casta muy reconocida en el mundo de la tauromaquia hasta su designación como procurador. Presidente de la Cámara Agraria de Cáceres y presidente de la Confederación Nacional de Agricultores y Ganaderos. Falleció en Madrid el 28 de diciembre de 1953 a los ochenta y tres años de edad después de haber presidido durante siete años la Comisión de Agricultura en las Cortes Generales.